# 郭立彥
郭立彥（1503年—1577年），字如選，號冠山，福建泉州府晉江縣（今福建省晉江市）人，明朝政治人物。

## 生平
嘉靖十三年（1534年）甲午科福建鄉試第七十四名舉人，嘉靖二十九年（1550年）庚戌科进士。授中书舍人，三十三年正月选任工科给事中，三十五年四月升刑科右给事中，因册封王府后至，为御史所纠，下镇抚司逮讯，贬浙江按察司知事。嘉靖三十五年（1556年）累升光禄寺丞，四十一年（1562年）十一月升南京尚寶司卿。曾舉薦俞大猷、疏救海瑞。

## 家族
曾祖郭纘弼；祖郭津；父郭桐；母王氏。永感下。兄立言，弟立統；立表。